# Bo Sinn
Pour les articles homonymes, voir Deveaux.
Pour l’article ayant un titre homophone, voir Bošín.
Bo Sinn (aussi connu sous les pseudonymes Damien Soup et Bo Dirt), né le 8 novembre 1985 au Québec, de son vrai nom Yannick Deveaux, est un acteur pornographique canadien.
Personnage populaire d'abord dans la catégorie hétérosexuelle puis dans la catégorie gay, il remporte plusieurs grands prix à partir de 2018.

## Biographie
Yannick Deveaux nait au Québec le 8 novembre 1985.
Il commence sa carrière en 2016 en tant qu'acteur pornographique dans la catégorie hétérosexuelle, devenant rapidement une icône de la pornographie,.
Incité par son réalisateur Gab Wood, il est recruté par le producteur de films pornographiques LGBTQIA+ Bromo en août 2017, et démarre son premier film gay « Security Watch [NSFW] » en décembre de la même année.